# Гиппарх (Платон)
«Гиппарх или сребролюбец» — один из диалогов Платона (входит в четвертую тетралогию). Написан приблизительно в 30-е гг. IV века до н. э..
Главным героем произведения является Гиппарх, сын правителя Писистрата, живший до 514 до н. э. (не путать с Гиппархом Никейским, известным астрономом древней Греции, жившим тремя веками позже во II веке до н. э.).

## Значимость
Диалог Платона «Гиппарх» является свидетельством об элите древней Греции. Подлинность авторства вызывает обоснованные сомнения специалистов. Знатоки платоновской мысли, такие, как А. Ф. Лосев, пишут о неясной структуре диалога, об отсутствии единой идеи etc. На этом основании заключается, что диалог «Гиппарх» возможно не принадлежит руке Платона. Однако архивное значение этого источника все равно трудно переоценить, ибо в нём собраны знания многих античных традиций, сведения о деятельности Гиппарха, как тирана-мецената. К тому же анализ других источников не только не опровергает сведения Платона (за исключением казуса со старшинством Гиппарха («Гиппарх, старший из сыновей Писистрата» Hipparch, 228 c.), но подтверждает их. Кроме Платона и следующего ему Элиана больше никто не пишет о старшинстве Гиппарха среди детей Писистрата.

## Композиция диалога
- Вступление.
- Вопросы о сочетании и борьбе качеств в человеке.
- Аргументы.
- Этические выводы.
- Космологические выводы.
- Критика элиты.
- О сходстве противоположностей.
- Заключение.